# The Swiss Army Romance
The Swiss Army Romance è il primo album studio della band emo Dashboard Confessional.

## Tracce
1. Screaming Infidelities -
2. The Sharp Hint Of New Tears -
3. Living In Your Letters - 3:41
4. The Swiss Army Romance -
5. Turpentine Chaser -
6. A Plain Morning -
7. Age Six Racer -
8. Again I Go Unnoticed -
9. Ender Will Save Us All -
10. Shirts And Gloves -
11. Hold On  -
12. This Is Forgery
13. Not Easy

## Formazione
- Chris Carrabba - voce principale, chitarra
- John Lefler - chitarra
- Scott Schoenbeck - basso
- Mike Marsh - batteria